# Mynttorget
Mynttorget est une place du quartier de Gamla stan à Stockholm en Suède,.

## Présentation
Mynttorget est une place située entre la rue Västerlånggatan et la rue Riksgatan qui traverse le palais de la Diète nationale de Suède.
Depuis la place, le pont Stallbron (sv) mène à l'île Helgeandsholmen.
À l'ouest, la rue Myntgatan mène à Riddarhustorget, tandis que le quai Kanslikajen longe le front de mer.
Västerlånggatan s'étend vers le sud à travers la vieille ville médiévale et à l'est, les rampes Lejonbacken du Palais royal, mènent à l'entrée nord du palais, tandis que le quai Slottskajen longe le canal Stallkanalen. La terrasse de Högvaktsterrassen surplombe la place.
Autour de la place se trouvent, entre autres, la Ledamotshuset (sv), la palais de la Diète nationale de Suède, la Skandiahuset (sv), la Brandkontoret (sv) et le Stallbron (sv). 
Sa situation centrale entre le palais de la Diète nationale de Suède, la Kanslihuset (« la Maison du Secrétariat » ou « la Chancellerie ») et le Palais royal, en fait un lieu populaire pour toutes sortes de manifestations politiques.

## Galerie

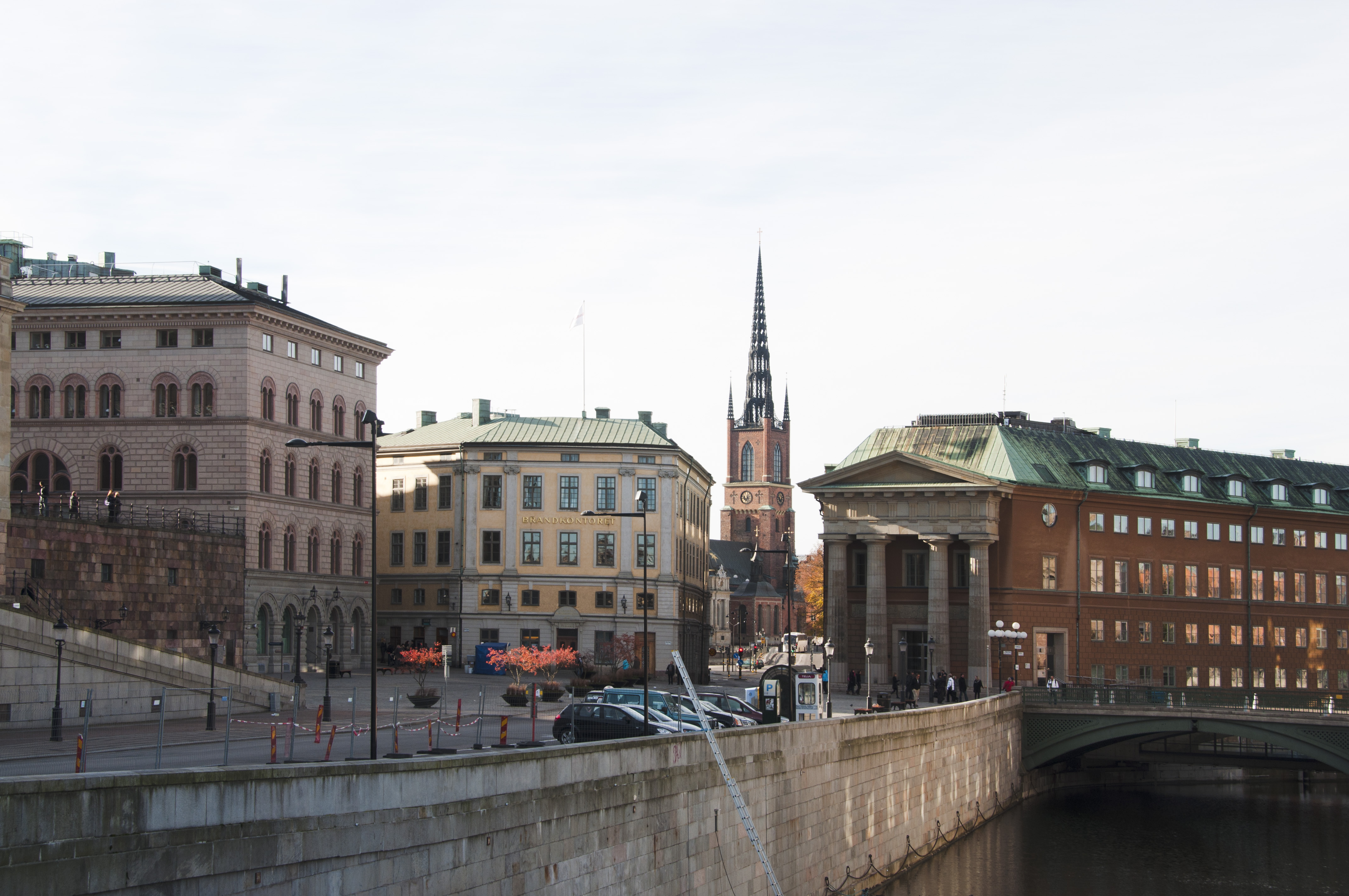
Mynttorget.
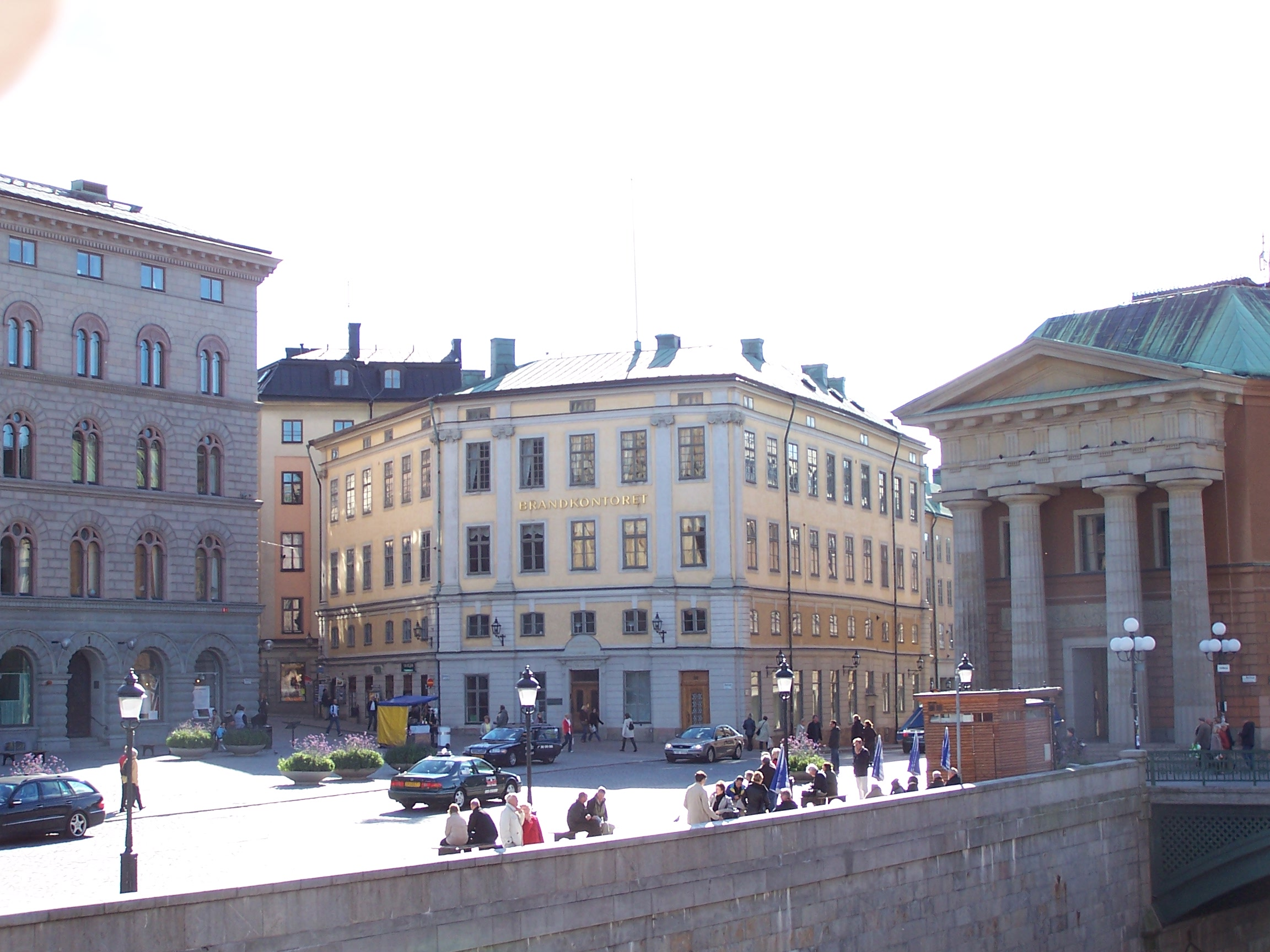
Mynttorget.
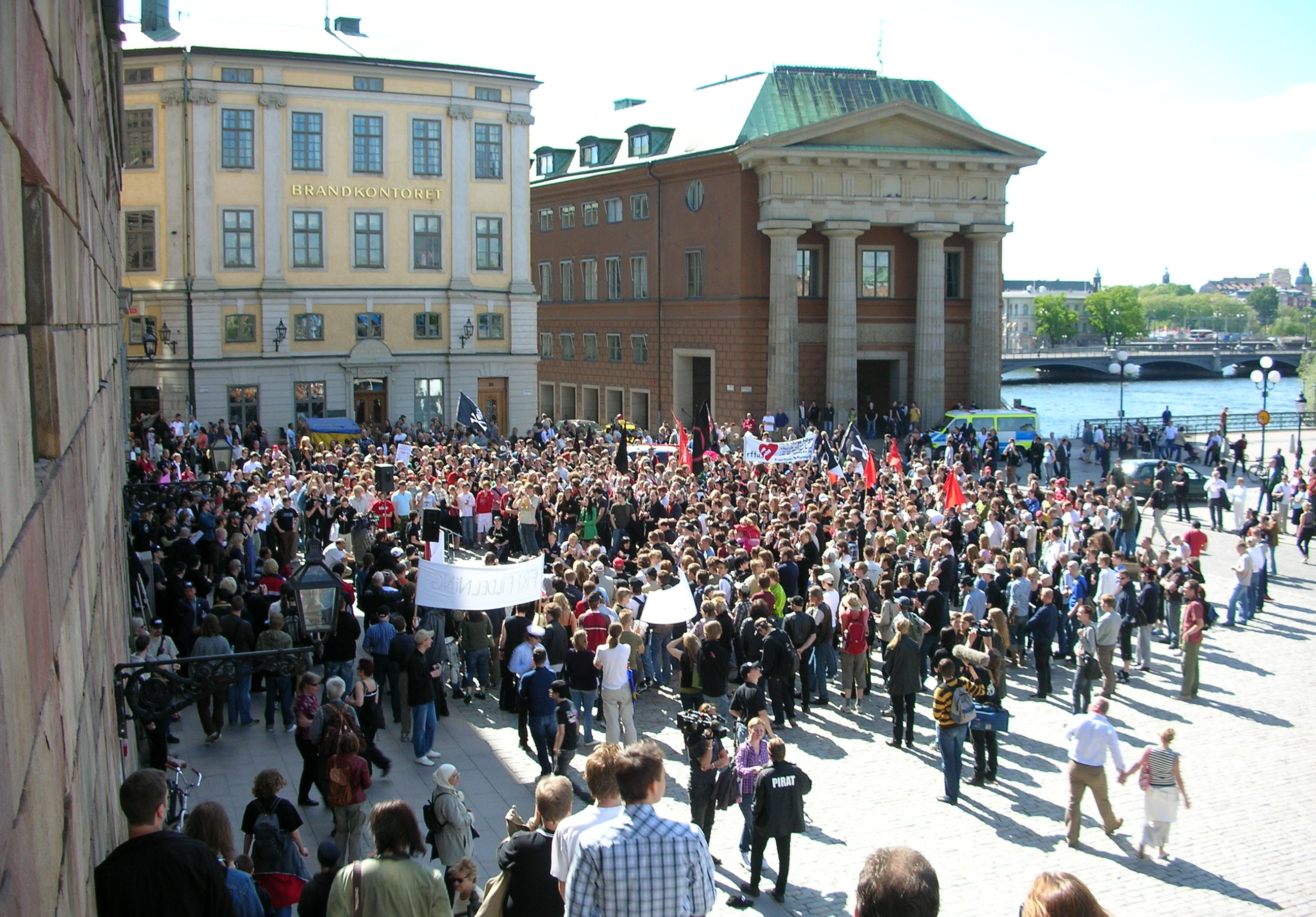
Mynttorget.
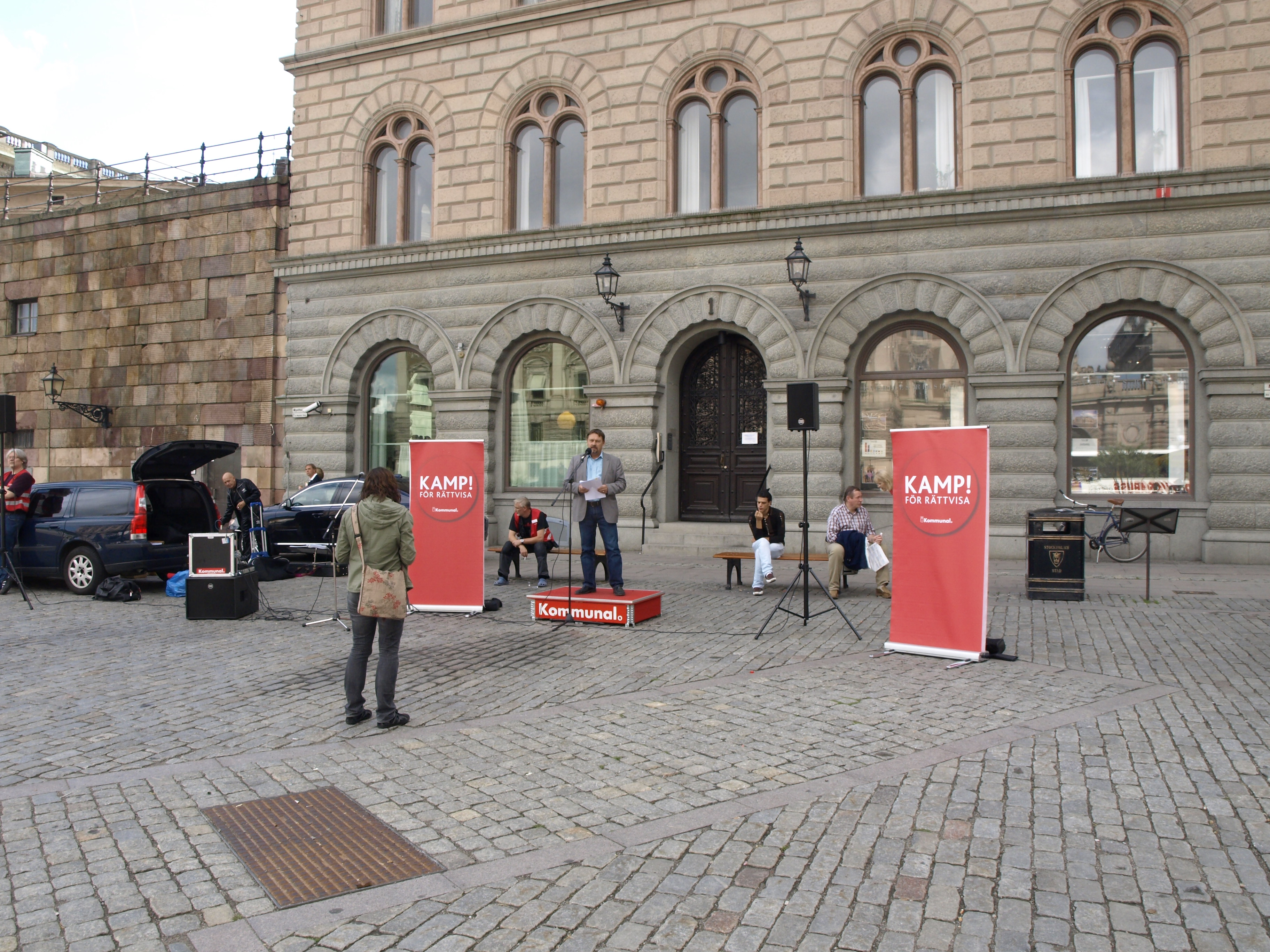